# Eciton lucanoides
Eciton lucanoides är en myrart som beskrevs av Carlo Emery 1894. Eciton lucanoides ingår i släktet Eciton och familjen myror.

## Underarter
Arten delas in i följande underarter:
- E. l. conquistador
- E. l. lucanoides